# Walter Bonatti
Walter Bonatti (Bergamo, 22 giugno 1930 – Roma, 13 settembre 2011) è stato un alpinista, esploratore, giornalista, scrittore e fotoreporter italiano.

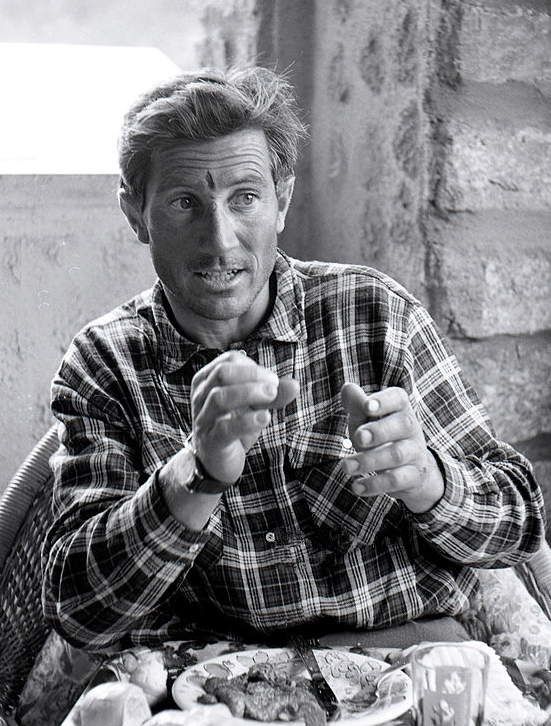
Walter Bonatti nel 1964

Soprannominato «il re delle Alpi», è stato una delle figure più eminenti dell'alpinismo mondiale. Oltre che alpinista e guida alpina, fu autore di libri e numerosi reportage nelle regioni più impervie del mondo, molti dei quali come inviato esploratore del settimanale Epoca.

## Biografia
(Michele Serra, Sfide: Walter Bonatti – Al di là delle nuvole, 15 agosto 2014)

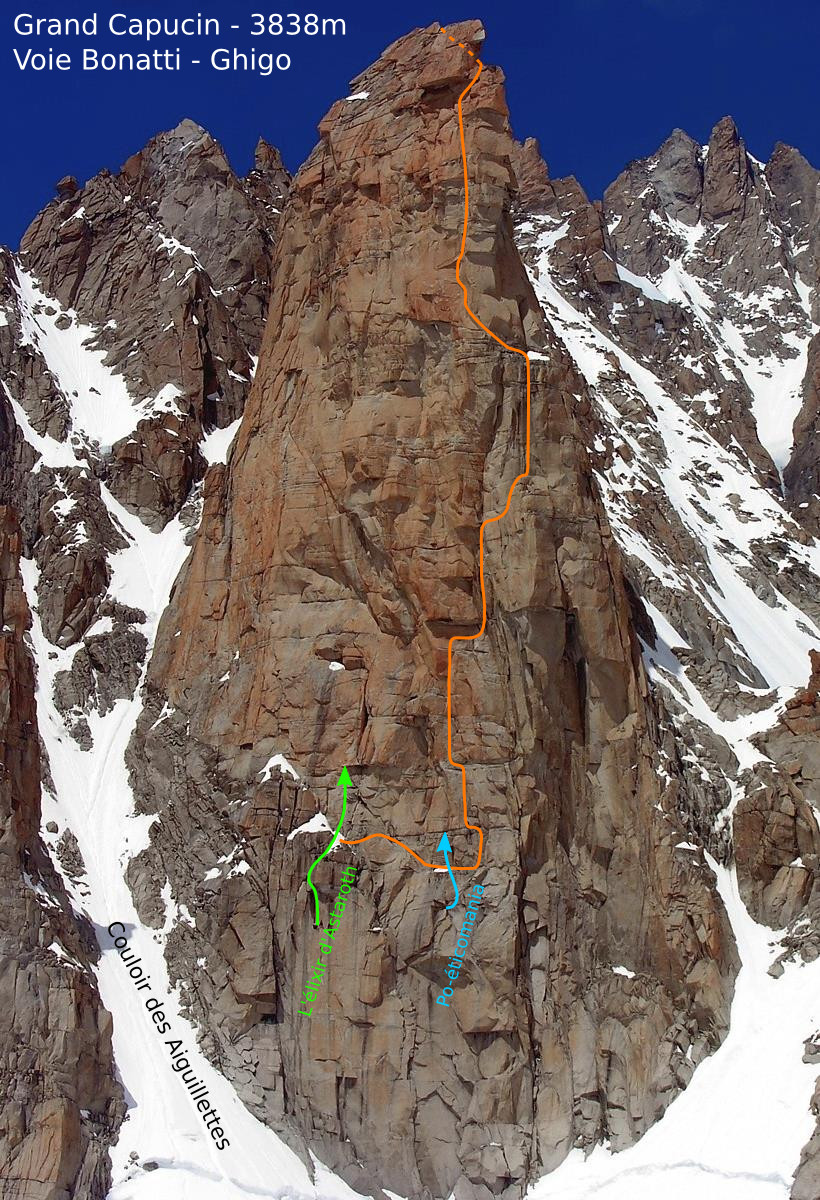
Le pareti sud (a sinistra) ed est (al centro) del Grand Capucin, quest'ultima salita per la prima volta da Bonatti e Ghigo nel 1951. In arancione il tracciato della via Bonatti-Ghigo.

Nato a Bergamo nel 1930, figlio di Angelo Bonatti (1888-1973) e Agostina Appiani (1899-1951), aveva una sorella deceduta in giovane età; inizia la sua attività sportiva facendo il ginnasta nella società monzese Forti e Liberi. Nel 1948 compie le sue prime scalate sulle Prealpi lombarde, ma già dall'anno successivo inizia un susseguirsi di imprese dalle difficoltà estreme, cercando soluzioni ai problemi alpinistici dell'epoca e spostando sempre più avanti i limiti dell'umanamente possibile. Per mantenersi in quegli anni svolge il duro lavoro di operaio siderurgico presso la Falck, andando sulle montagne lombarde solo la domenica dopo il turno di notte del sabato.
Nel 1949 Walter Bonatti ripete la via Ratti-Vitali sulla parete ovest della Aiguille Noire de Peuterey (seconda ripetizione), la via di Cassin sulla parete nord delle Grandes Jorasses (quinta ripetizione con l'amico Andrea Oggioni) e la via di Vitale Bramani e Ettore Castiglioni sulla parete nord-ovest del Pizzo Badile.
Nel 1950 tenta la sua prima grande impresa in apertura di una nuova via: la parete est del Grand Capucin, una parete di granito rosso mai scalata prima, nel gruppo del Monte Bianco. Il 24 luglio parte alla volta di quella guglia di 400 m di granito, insieme con il monzese Camillo Barzaghi, ma una violenta tormenta li fa desistere dopo solo poche decine di metri e sono costretti a bivaccare vicino al Rifugio Torino, poiché quest'ultimo è troppo costoso per le loro tasche. Dopo tre settimane riprova la scalata, questa volta con Luciano Ghigo, che ha casualmente incontrato nello stesso campeggio in fondovalle. Ma anche in questa occasione, dopo i primi tre giorni di bivacchi in parete, il tempo si guasta e una violenta tempesta di neve, complice un muro liscio e verticale di 40 m da superare, li costringe a una ritirata lunga e difficile per le condizioni in cui avviene. La conquista viene rimandata.
Nel 1951 ritenta con Luciano Ghigo il Grand Capucin. È il 20 luglio. Questa volta due giorni bastano per coprire la distanza scalata l'anno precedente in tre giorni e anche il muro verticale di 40 m viene superato. Ma ancora una volta il tempo volge al peggio e sono costretti ad un ulteriore bivacco in parete, appesi alle corde, in mezzo alla tempesta. Il giorno seguente giungono in cima e riescono a raggiungere il Rifugio Torino solo la notte seguente, in mezzo alla tempesta. È la prima volta che una via porta il nome di Bonatti. I festeggiamenti che seguono la riuscita di questa impresa però durano poco: Agostina, la madre di Walter, infatti, muore per l'emozione della vittoria del figlio. Al ritorno dei due alpinisti, Gaston Rébuffat definirà questa scalata come "la più grande impresa su roccia realizzata fino ad oggi, un'impresa di cui l'alpinismo italiano può andare fiero".
Nel 1952 è la volta dell'Aiguille Noire de Peuterey per la cresta sud, con Roberto Bignami. Chiamato alle armi, è in prima istanza assegnato alla Scuola Motorizzazione della Cecchignola. In seguito alle sue proteste, viene assegnato al 6º Reggimento alpini di Vipiteno, Battaglione "Bolzano" e successivamente fu istruttore presso la Scuola militare alpina di Aosta; qui frequenta numerosi corsi di alpinismo, che gli fruttano un ottimo allenamento.
Nel febbraio 1953 compie la prima invernale della parete nord della Cima Ovest di Lavaredo con Carlo Mauri (affrontando elevate difficoltà con temperature di 24 gradi sotto zero) e qualche giorno dopo salgono anche la Cima Grande, quest'ultima nord già salita in invernale nel 1938 da Fritz Kasparek. Poco prima della fine dell'inverno, con Bignami, in due giorni di scalata, raggiunge la vetta del Cervino aprendo una variante direttissima lungo gli strapiombi della cresta del Furggen. In estate, sempre con Bignami, compie delle "prime" sulle Alpi Centrali della Val Masino (Torrione Fiorelli per la parete nord, Picco Luigi Amedeo per lo spigolo sud-ovest, Torrione di Zocca per lo spigolo est), oltre alla scalata del Monte Bianco per il canalone nord del Colle del Peuterey e al Pizzo Palù per la parete nord lungo la via Feult-Dobiasch, percorsa in condizioni quasi invernali.
Per l'ottimo livello dell'attività svolta viene ammesso al CAAI (Club Alpino Accademico Italiano). In seguito, nel 1954, consegue il brevetto di guida alpina.
Tra il 14 marzo e il 18 maggio 1956 compie la prima traversata scialpinistica delle Alpi con Luigi Dematteis, Alfredo Guy e Lorenzo Longo. Si trattò di 66 giorni complessivi, 1795 km percorsi, 136000 m di dislivello. In realtà vi fu anche un altro gruppo che negli stessi giorni, dall'11 marzo al 19 maggio 1956 compì la traversata. Il gruppo era formato da Bruno Detassis con Catullo Detassis e Alberto Righini. L'inseguimento ebbe termine al rifugio Maria Luisa in val Formazza, dove la pattuglia Detassis si dovette fermare a causa delle condizioni meteorologiche. All'interno del rifugio, i due gruppi firmarono un accordo per completare congiuntamente la traversata, dal Colle del Teodulo al Col di Nava, pur mantenendo l'indipendenza organizzativa. Il 19 maggio, all'Alpe Monesi, i sette uomini furono festeggiati dai dirigenti del Club Alpino Italiano e della FISI (Federazione Italiana degli Sport Invernali). La FISI ha riconosciuto, come prima nella storia dell'alpinismo, la traversata di Bonatti.

### Il K2
(Walter Bonatti, Le mie montagne)

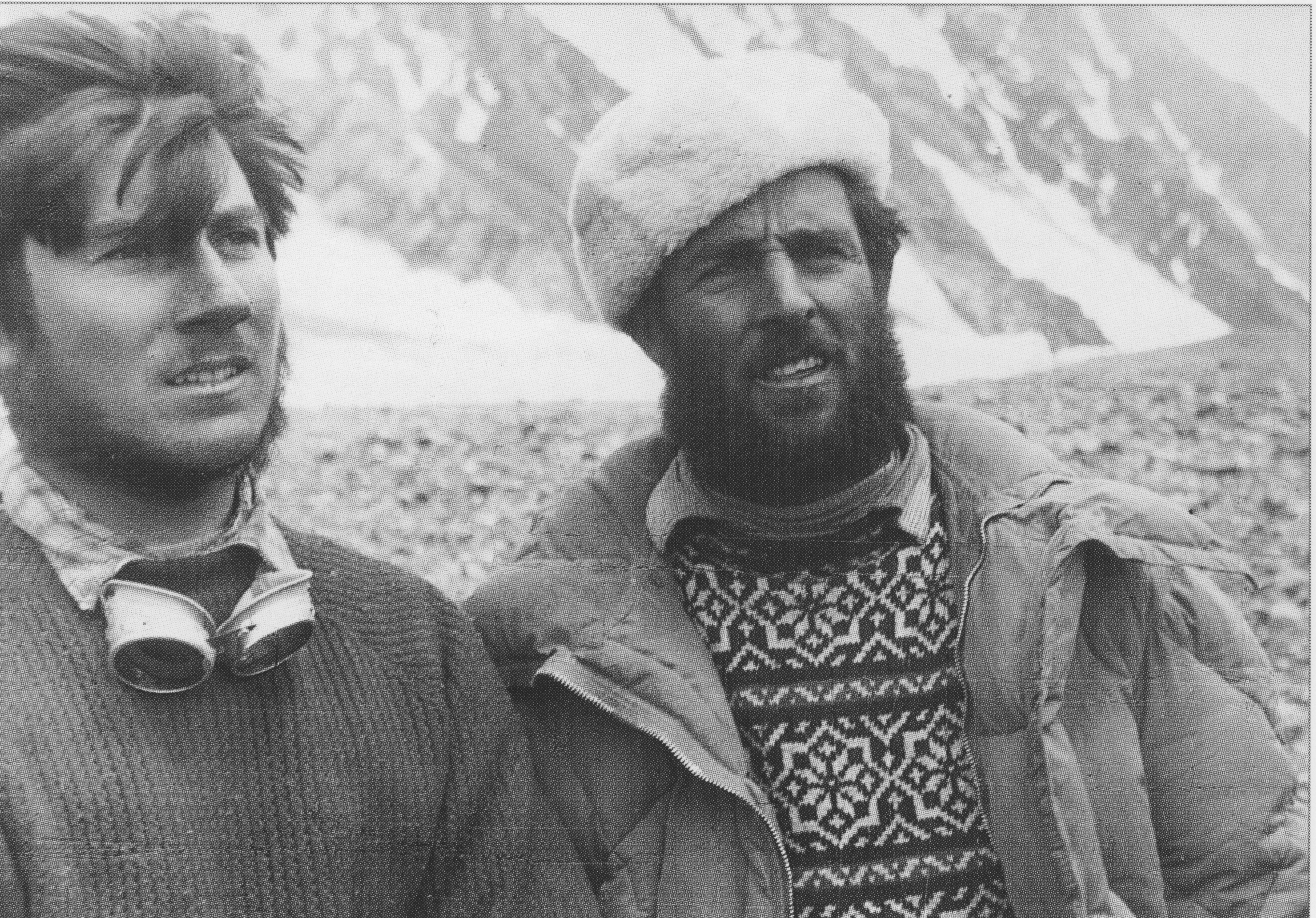
Walter Bonatti (a sinistra) con Erich Abram al campo base dopo la salita al K2

Sempre nel 1954 partecipa alla spedizione italiana capitanata da Ardito Desio, che porterà Achille Compagnoni e Lino Lacedelli sulla cima del K2; con i suoi 24 anni è il più giovane della spedizione.
Il giorno prima che Lacedelli e Compagnoni raggiungano la vetta, Walter Bonatti scende dall'ottavo campo verso il settimo per recuperare le bombole d'ossigeno lasciatevi la sera prima da altri compagni. Con questo carico sulle spalle, insieme ad Amir Mahdi, risale fino all'ottavo campo e di lì, dopo una pausa ristoratrice, fino al luogo in cui Compagnoni e Lacedelli avrebbero dovuto allestire il nono campo.
I due però, soprattutto per scelta di Compagnoni, non allestiscono il campo dov'era stato previsto la sera prima di comune accordo con Bonatti, ma lo fissano circa 250 metri di dislivello più in alto. Bonatti e Mahdi riescono ad arrivare nei pressi del luogo concordato poco prima del tramonto, ma non vengono aiutati da Compagnoni e Lacedelli, che invece d'indicar loro la strada per la tenda si limitano a suggerire da lontano di lasciare l'ossigeno e tornare indietro; cosa impossibile, visto il buio che incombe, l'enorme sforzo che già hanno sostenuto i due dalle prime ore del giorno, e vista soprattutto l'inesperienza di Mahdi a quelle quote e su quei terreni. Il calare delle tenebre rende a Bonatti e Mahdi impossibile individuare la tenda dei due di testa; si ritrovano così soli a dover affrontare una notte all'addiaccio nella "zona della morte" con temperature stimate intorno ai -50 °C, senza tenda, sacco a pelo o altro mezzo per potersi riparare. Solo alle prime luci dell'alba del giorno successivo i due possono muoversi e ritornare verso il campo 8, dove giungono in mattinata; Mahdi riporta seri congelamenti alle mani ed ai piedi, ed in seguito subisce l'amputazione di alcune dita.

#### Il caso K2
(Walter Bonatti, Le mie montagne)

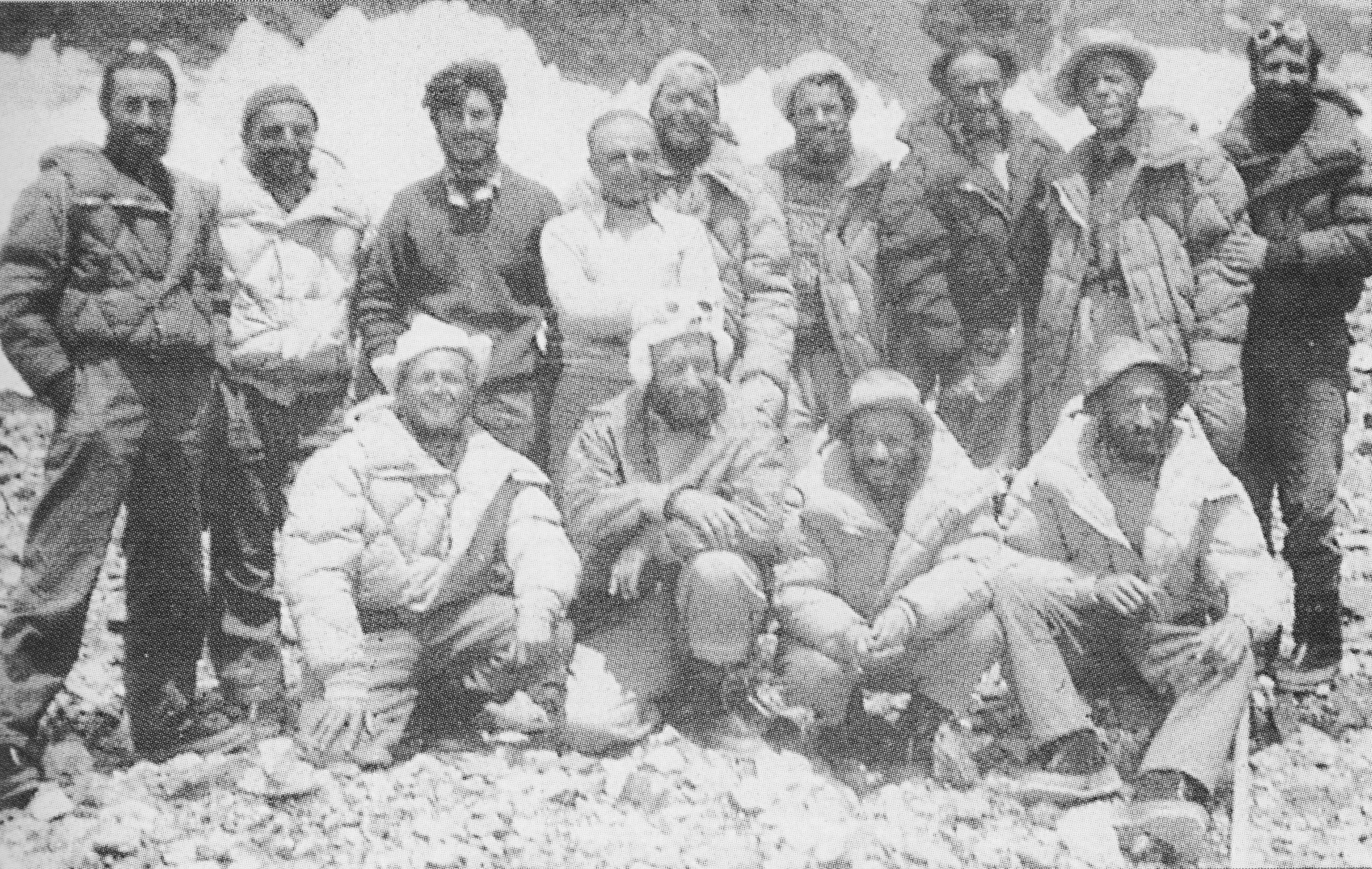
I componenti della spedizione al K2. Bonatti è il terzo in piedi da sinistra. Accanto a lui, Ardito Desio

Bonatti rimase talmente deluso dall'atteggiamento dei suoi compagni da prediligere da allora in poi imprese alpinistiche condotte prevalentemente in solitaria. Altra delusione umana per Bonatti venne dall'atteggiamento del capo spedizione, Ardito Desio, che si rifiutò sempre di andare in fondo all'accaduto dando solo la sua come unica verità circa la cronaca dell'impresa. Il contratto firmato da Bonatti prima della partenza per il K2, tra l'altro, gli impedì di rilasciare interviste e resoconti della spedizione per un periodo di due anni. La versione dei fatti secondo Bonatti venne divulgata solo nel 1961, con la pubblicazione del suo libro "Le mie montagne".
Nel 1964 il giornalista Nino Giglio pubblica sulla Nuova Gazzetta del Popolo un articolo che ripercorre la vicenda lanciando diverse accuse a Bonatti. Secondo questa versione dei fatti, Bonatti avrebbe prima convinto Mahdi a seguirlo ventilandogli la possibilità di salire in vetta in maniera indipendente; poi, avrebbe forzato la permanenza a 8.000 metri nella speranza di sostituire, il giorno seguente, uno dei due alpinisti (Compagnoni e Lacedelli) designati alla salita nel tentativo alla vetta; ed infine, durante la notte avrebbe utilizzato l'ossigeno delle bombole per sostentarsi, intaccandone la scorta, e mettendo a repentaglio il tentativo di vetta stesso. Bonatti intenta una causa per diffamazione al giornalista, e la vince; nel 1967 viene pubblicato sul medesimo giornale un articolo di rettifica. Da quel momento Bonatti inizia a battersi affinché venga pubblicata tutta la verità su quella notte, anche perché la spedizione era stata finanziata con soldi pubblici e pertanto, secondo Bonatti, agli italiani andava fornita la verità sull'impresa. L'alpinista sostiene di non aver mai inteso nella sua battaglia cercare una gloria personale o una maggior considerazione per ciò che aveva fatto nella spedizione al K2.

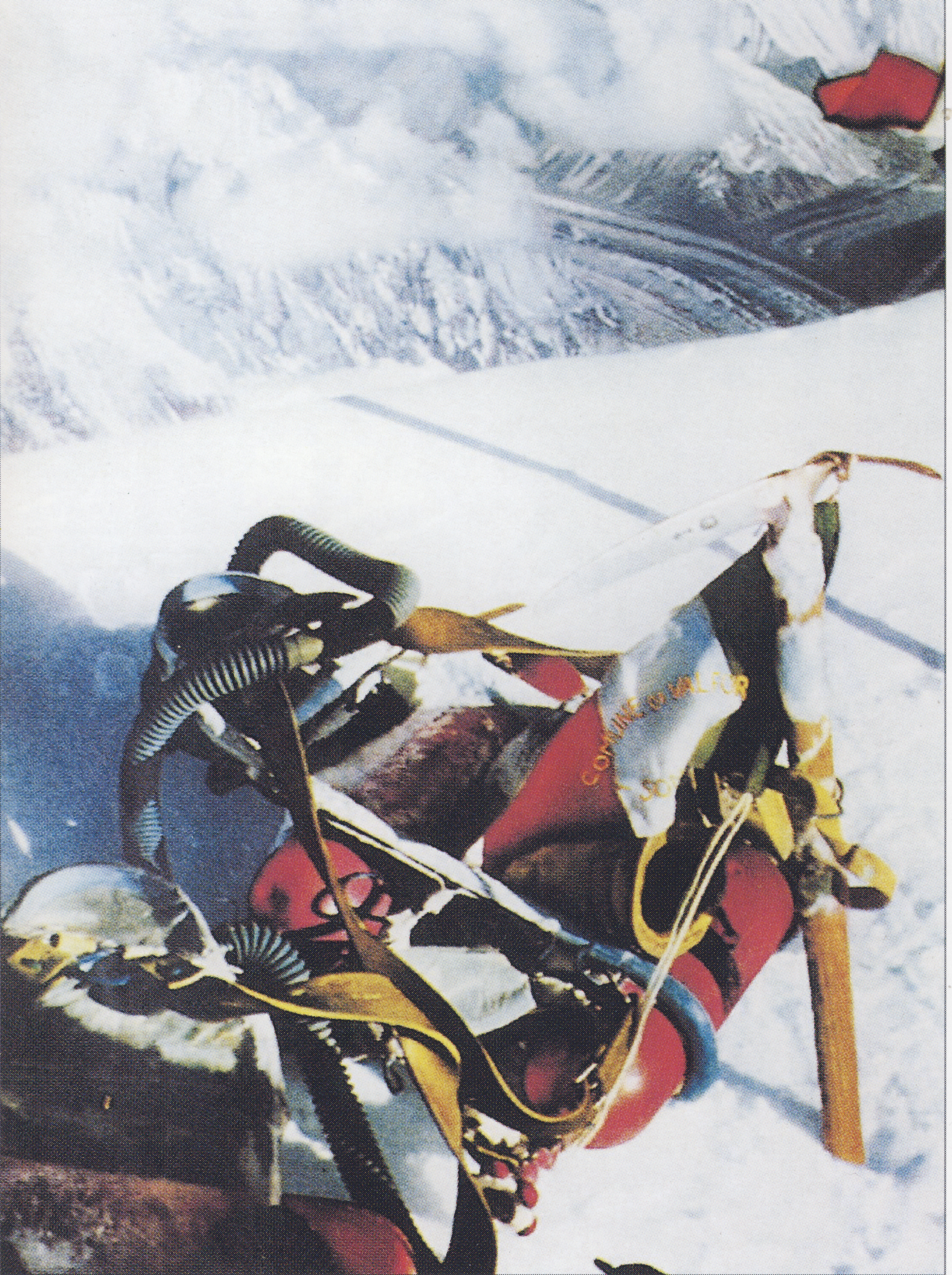
Foto scattata in vetta da Compagnoni

Nel 1994 il dottore australiano Robert Marshall rintraccia la prima foto scattata in vetta al K2, che era stata pubblicata sull'annuario svizzero "Berge der Welt" del 1955. Tale foto mostra che le maschere dell'ossigeno erano state utilizzate fino in vetta, e l'ossigeno non era finito a quota 8.400 come sostenevano le versioni ufficiali del Club Alpino Italiano, redatta da Compagnoni e presentata da Desio.
Sempre nel 1994 Lino Lacedelli, intervistato da Roberto Mantovani per la Rivista della Montagna, dichiara, a proposito della posizione del nono campo: "Io volevo fermarmi prima, più in basso. Però Compagnoni non ne volle sapere" e aggiunge che quella di spostarsi più su della quota concordata con Bonatti "non fu una decisione saggia". Lo stesso anno il CAI commissiona a Mantovani una revisione storica degli eventi relativi al K2, pubblicata poi sul Catalogo Ufficiale del Museo Nazionale della Montagna di Torino, e in seguito pubblica sulla propria rivista un articolo nel quale viene riconosciuto il contributo di Bonatti alla conquista del K2. Bonatti tuttavia non si dichiara soddisfatto a causa di alcuni nodi irrisolti.
Si dovrà attendere il 2004, solo dopo la morte di Ardito Desio, perché il Club Alpino Italiano, a seguito delle risultanze della propria Commissione d'Inchiesta, rettifichi ufficialmente l'errata relazione di Desio accogliendo molte delle obiezioni di Bonatti. In quell'anno il CAI richiede a "tre saggi" (lo scrittore Fosco Maraini e i docenti universitari Alberto Monticone e Luigi Zanzi) di effettuare un'analisi in chiave storico-critica della relazione realizzata nel 1954 da Ardito Desio. La relazione dei "tre saggi" viene pubblicata nel 2004, e nel 2007 viene inclusa nel libro K2. Una storia finita a cura di Luigi Zanzi. Il libro contiene anche l'introduzione a cura del presidente generale del CAI, Annibale Salsa e i contributi di Zanzi, Camanni, Erich Abram e Roberto Mantovani Il CAI dichiara che tale relazione è da considerarsi la versione definitiva ed ufficiale della spedizione del 1954; la relazione sposa in molti punti la versione di Bonatti.
Dopo il Club Alpino Italiano, anche la Società Geografica Italiana pone termine alla vicenda risalente al 1954 e chiarisce il ruolo di Bonatti nel raggiungimento della vetta. La versione definitiva della vicenda viene stilata in un incontro organizzato nel dicembre 2008 a Villa Celimontana a Roma (sede storica della Società), con la presenza di Annibale Salsa (presidente del CAI), Franco Salvatori (presidente della Società Geografica Italiana), Claudio Smiraglia (presidente del Comitato Glaciologico Italiano, già allievo di Ardito Desio), Agostino Da Polenza (organizzatore della spedizione al K2 del cinquantenario) e Roberto Mantovani (storico della montagna).
Informato in anticipo dalla Società Geografica Italiana della revisione che sarebbe stata effettuata, Walter Bonatti così risponde in una lettera:

### Il Monte Bianco

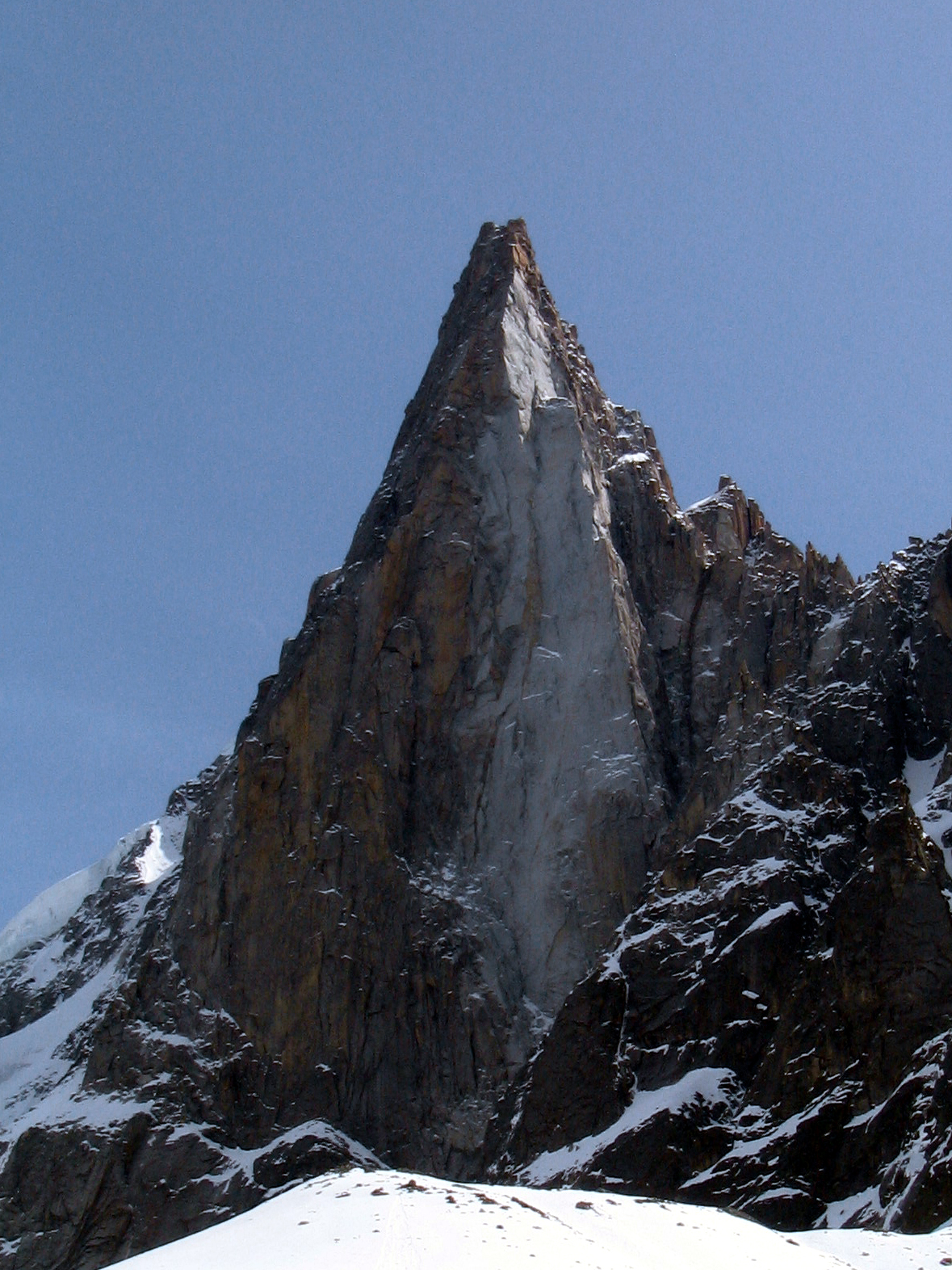
Versante ovest del Dru

Nel 1955, a metà agosto, dopo due tentativi frustrati dal cattivo tempo, in sei giorni scala in solitaria il pilastro sud-ovest del Petit Dru, nel gruppo del Bianco, restando in parete per sei giorni. Questa è considerata un'impresa che segna una tappa indimenticabile nella storia dell'alpinismo. Dopo cinque giorni di arrampicata su verticalità assolute e con punti di ancoraggio aleatori, Bonatti si trova di fronte a una parete insormontabile. Non c'è possibilità di traversare a destra o a sinistra in quanto la roccia è troppo liscia e non è possibile nemmeno ritirarsi in doppia, a causa delle caratteristiche della parete appena superata. Bonatti collega tutti i cordini e il materiale da roccia che ancora gli resta a formare un grappino da lanciare alla fine di un lunghissimo pendolo. Lo tenta almeno una decina di volte e alla fine riesce a uscire dalla situazione di stallo e a raggiungere la vetta.
Così sintetizza l'impresa Reinhold Messner:
Nello stesso anno entra a far parte delle guide di Courmayeur.
Nel dicembre del 1956 con l'amico/cliente Silvano Gheser tentano l'ascensione invernale della Via della Poire sul versante della Brenva del Monte Bianco. Durante l'avvicinamento incontrano altri due alpinisti (Jean Vincendon e François Henry) che hanno in programma lo Sperone della Brenva, una via di discreta difficoltà solo di poco discosta dal loro itinerario. L'ascensione di entrambe le cordate inizia alle 4 del mattino di Natale, orario ideale per l'itinerario di Vincendon e Henry, ma già troppo tardi per quello che dovrebbero percorrere Bonatti e Gheser. Infatti, dopo qualche ora di sole le condizioni del ghiaccio peggiorano e la cordata di Bonatti è costretta a discendere sulla Brenva e a seguire la cordata di Vincendon. L'arrampicata prosegue senza problemi con le due cordate che si tengono in contatto vocale, su due vie diverse ma parallele. Alle ore 16, raggiunta la parte finale dell'ascesa, la cordata di Bonatti è più avanti di circa 100 m. Ma nel frattempo nessuno si è accorto dei segni premonitori di un cambiamento di tempo che sta giungendo dal versante opposto: col sopraggiungere del buio, un'ora più tardi, si scatena una tempesta di una violenza inaudita.
Ne scaturisce un bivacco di 18 ore di durata a quota 4.100 m, durante il quale le due cordate non riusciranno più a tenersi in contatto. Bonatti, superata indenne la notte (invece Gheser incomincia a soffrire di congelamento a un piede), la mattina del 26 dicembre, in un momento di calma del vento, raggiunge in pochi minuti l'altra cordata poco più sotto e concorda di fare cordata comune per coprire insieme, perdurando le pessime condizioni atmosferiche, gli ultimi 200 m che mancano alla vetta e poi, giunti al Colle della Brenva, decidere che itinerario seguire verso la salvezza.
Delle due soluzioni possibili (scendere direttamente verso Chamonix lungo i pendii del Grande e del Piccolo Plateau resi ormai pericolosamente instabili dalla neve appena caduta, oppure raggiungere la cima del Monte Bianco e poi, attraverso la via normale, cercare rifugio presso il locale invernale dell'Osservatorio Vallot) Bonatti sceglierà la seconda. La più sicura, ma anche la più dolorosa, in quanto richiede agli alpinisti, ormai stanchi e provati, di riprendere il cammino in salita per altri 500 m di quota in una terribile tormenta. La cordata di Vincendon inizialmente lo segue. Bonatti avanza con la sua cordata il più velocemente possibile, in quanto si rende necessario consentire a Gheser, ormai colpito da gravi congelamenti (avrà alcune dita di entrambi i piedi e di una mano amputate), di ricevere cure urgenti. Arrivano alla Vallot con il sopraggiungere della notte. La cordata di Vincendon ha nel frattempo rinunciato, per sfinimento: a 200 m dalla vetta del Monte Bianco è ritornata sui suoi passi, optando per l'altra possibilità (raggiungere direttamente Chamonix).
Ma la notte li obbliga a bivaccare in un crepaccio a 4.600 m. Bonatti li chiamerà inutilmente nella tempesta senza ricevere risposta. Bonatti e Gheser vengono raggiunti e salvati il 30 dicembre al Rifugio Gonella dalle guide alpine Gigi Panei, Sergio Viotto, Cesare Gex e Albino Pennard. "Sulla cresta rocciosa appena sotto la capanna - scrive Bonatti nel libro 'Montagne di una vita' - riconosco l'amico Gigi Panei. Lo vedo balzare verso di me con un impeto in cui intuisco ansia, commozione e affetto. Seguono poi gli altri amici saliti con lui. Ricorderò sempre con quanta gratitudine li abbracciai". La storia verrà poi conosciuta come l'"affare Vincendon e Henry". Dopo cinque giorni di freddo e sfinimento, Vincedon e Henry i componenti di quest'ultima cordata muoiono nell'attesa che le squadre di soccorso, bloccate però dal maltempo, li prelevino (ancora vivi li raggiungerà un elicottero che però cadrà sul ghiacciaio).
Nel 1957 si stabilisce a Courmayeur. Dopo un lungo periodo di convalescenza resosi necessario per i postumi dell'ultima ascensione, Bonatti si rivolge all'ultima grande parete vergine del massiccio del Monte Bianco: la parete nord del Grand Pilier d'Angle. Sul Grand Pilier d'Angle aprirà tre vie: una nel 1957 sullo spigolo nord-est con Toni Gobbi, una nel 1962 sulla parete nord con Cosimo Zappelli e l'ultima nel 1963 sempre con Zappelli sulla parete sud-est.
Il 9 marzo 1961 Bonatti realizza insieme a Gigi Panei la prima invernale della Via della Sentinella Rossa sul versante della Brenva del Monte Bianco, impiegando solo 11 ore dal bivacco de la Fourche.

### Patagonia, Ande, Karakorum e altre vette

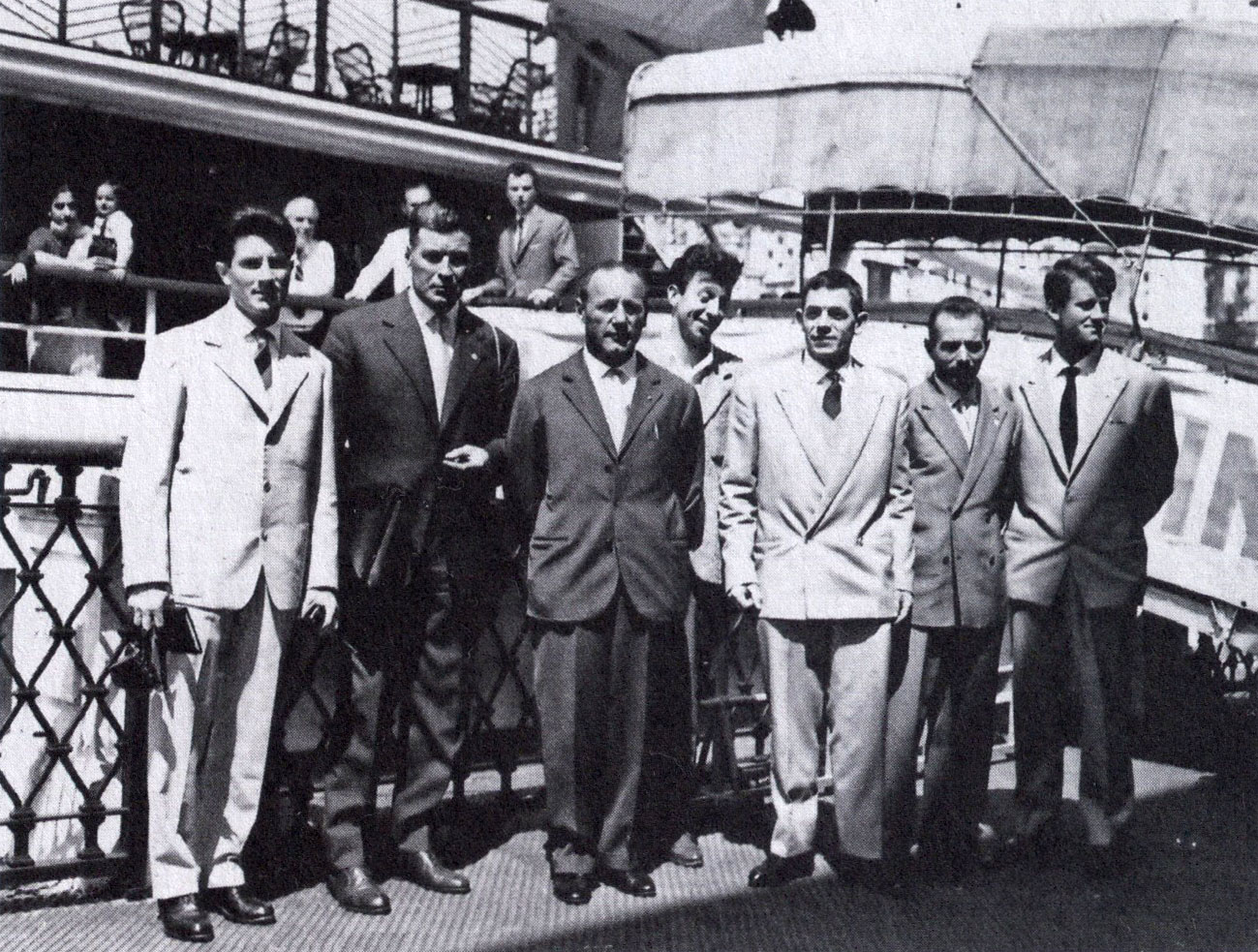
La spedizione italiana al Gasherbrum IV in partenza dal porto di Genova; Bonatti è il primo a sinistra.

Nel gennaio del 1958 si reca in Patagonia (Argentina), per partecipare a una spedizione organizzata dall'italo-argentino Folco Doro Altan nella regione della cordigliera glaciale Hielo Continental, con l'intenzione di raggiungere la vetta ancora inviolata del Cerro Torre (3.128 m). Come compagno di scalata vuole con sé il lecchese Carlo Mauri. In totale saranno quindi 6 andinisti e 2 alpinisti. Per evitare la competizione generata dall'inattesa e contemporanea presenza di una spedizione trentina, oltre che venendo meno i finanziamenti promessi da varie istituzioni a causa degli atteggiamenti polemici assunti dagli organizzatori italo-argentini di entrambe le parti, il gruppo di cui faceva parte Bonatti decide di spostarsi sullo Hielo Continental, per attaccare il Cerro Torre dal lato ovest. Ne segue un difficoltoso spostamento non solo per l'inclemenza del tempo, ma anche perché, per mancanza di soldi, solo in parte possono usufruire di trasporto animale.

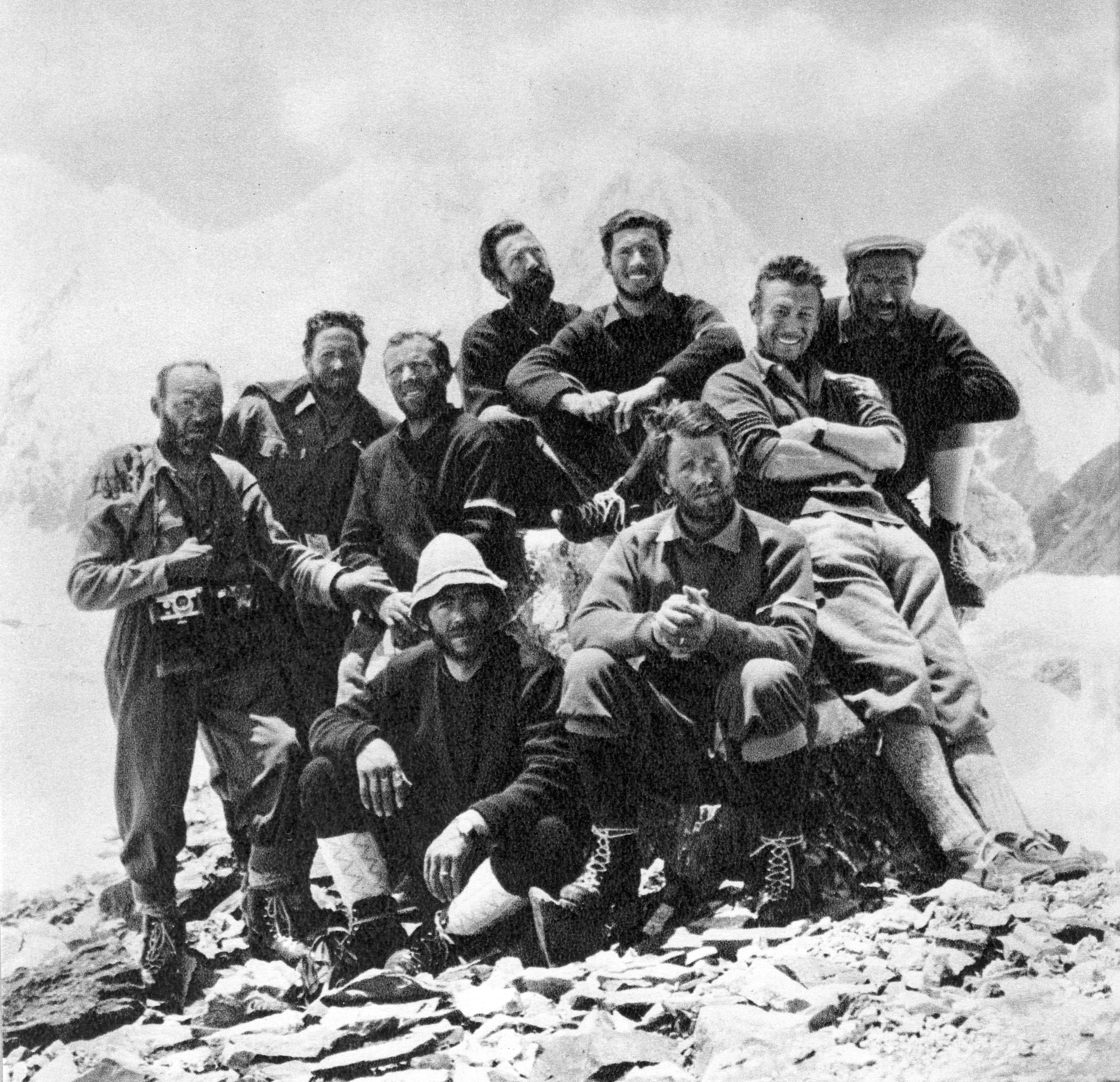
I componenti della spedizione in Pakistan; Bonatti è al centro, seduto sulla roccia.

Solo il 2 febbraio, con l'arrivo del bel tempo, tentano la scalata, partendo in quattro: Bonatti e Mauri compongono il team che tenterà la vetta, Folco Doro e René Eggmann che hanno il compito di aspettarli, installando un campo avanzato. Ma devono desistere quando ormai mancano solo alcune centinaia di metri dalla cima, data la mancanza dell'attrezzatura minima necessaria (hanno ormai esaurito corde e chiodi) che sono riusciti a portarsi appresso a causa dello spostamento di versante. Nel corso della stessa spedizione il 4 febbraio scalano il Cerro Mariano Moreno in due cordate (Bonatti con Doro, Mauri con Eggmann), vetta ancora inviolata che nelle mappe del tempo figurava come una zona bianca con scritto "inexplorado". Per giungere in vetta e ridiscendere al secondo campo sono costretti a una marcia ininterrotta di 30 ore e oltre 70 km tra ghiacciai e pareti, vincendo una gara contro il tempo, la cattiva sorte e l'esaurimento dei viveri. Il 7 febbraio, con Carlo Mauri, è poi la volta del Cerro Adela, battendo sul filo di lana i trentini Cesare Maestri e Luciano Eccher, che incontreranno durante la discesa. I due trentini infatti avevano rinunciato fin dall'inizio al Cerro Torre e stavano cercando di scalare per primi il Cerro Ñato e il Cerro Adela. Sempre nella stessa giornata la cordata di Bonatti effettua il concatenamento di Cerro Doblado, Cerro Grande e Cerro Luca. Quest'ultimo era una vetta ancora inviolata, del gruppo del Cerro Grande, che i due battezzano in omaggio al figlio di Mauri, nato da poco.

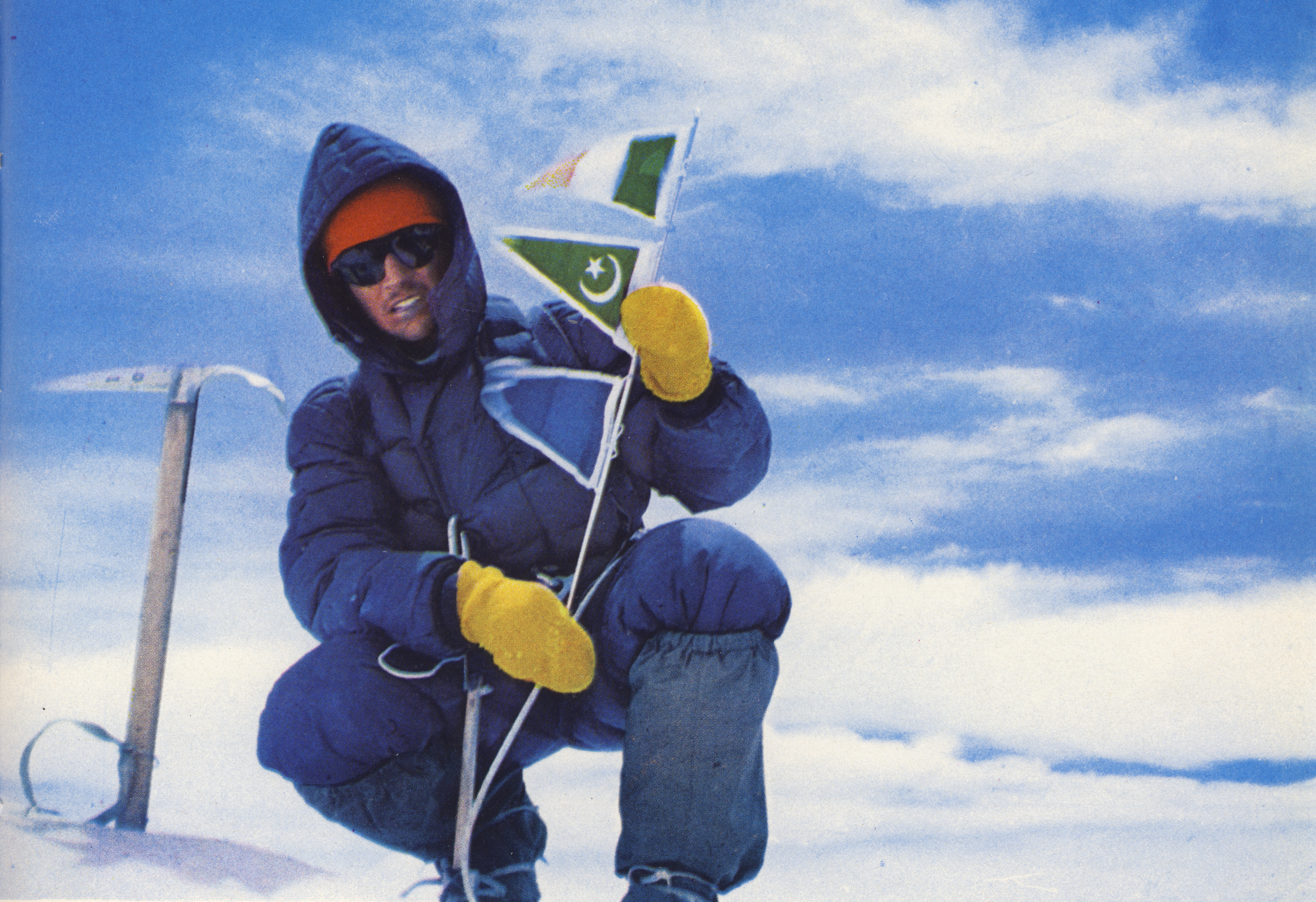
Bonatti sulla vetta del Gasherbrum IV, fotografato da Carlo Mauri.

Sempre nel 1958 Bonatti partecipa alla spedizione nella regione himalayana del Karakorum diretta da Riccardo Cassin. Assieme con Mauri il 6 agosto raggiunge la vetta del Gasherbrum IV (7.925 m) senza servirsi di bombole d'ossigeno, tracciando un itinerario di grande difficoltà. Nonostante il successo, si deteriora sempre più il rapporto di Bonatti col CAI, di cui Bonatti critica il funzionamento e la legittimità dell'organizzazione, che ritiene essere troppo burocratica e sterile.
Nel 1959 si susseguono numerose le sue scalate sia in Italia che in Francia. È di questo periodo la prima al Pilastro Rosso di Brouillard con l'amico Andrea Oggioni. Apre varie vie al Petit Mont Gruetta e sulla parete nord-ovest della Grivola. Ritorna sulla parete sud del Monte Maudit e in settembre realizza anche la prima solitaria della via Major al Monte Bianco.
Nel maggio del 1961 si sposta nelle Ande peruviane, sulla Cordigliera Huayhuash, dove completa la prima ascensione al Nevado Rondoy Norte con Andrea Oggioni, Giancarlo Frigieri e Bruno Ferrario.

### La tragedia del Pilone Centrale

Walter Bonatti con l'amico Andrea Oggioni

Sempre nel 1961 effettua con Oggioni e Gallieni un tentativo di scalata del Pilone Centrale del Frêney, una cima fino ad allora inviolata, facente parte del gruppo del Monte Bianco, sul versante sud. Lungo il percorso, al Bivacco della Fourche, incontra la cordata francese guidata da Pierre Mazeaud (comprendente anche Pierre Kohlmann, Robert Guillame e Antoine Vieille) e le due cordate decidono di unirsi ed effettuare insieme l'ambizioso tentativo. Ma una violenta tormenta di neve, che continuerà per più di un'intera settimana, blocca le due cordate a soli 100 m dalla cima del Pilone. A dare l'allarme sono le guide alpine Gigi Panei e Alberto Tassotti, che non avendo avuto più notizie di Bonatti si recano al Bivacco della Fourche e scoprono, leggendo il libro del rifugio, qual è la destinazione dell'inedita cordata franco-italiana.
Intanto, Bonatti e gli altri suoi compagni, impossibilitati per tre giorni sia a salire che a scendere (Kohlmann è anche colpito da un fulmine che si scarica sul suo apparecchio acustico - era parzialmente sordo - incidente al quale sopravviverà, ma che lo farà sprofondare in un totale isolamento acustico e che probabilmente darà il via alla pazzia che gli causerà la morte), decidono di tentare la discesa, ma solo tre di loro (Bonatti, Gallieni e Mazeaud) riescono a giungere vivi a valle. Gli altri quattro muoiono per lo sfinimento, mentre nella neve fresca si aprono la via verso la salvezza. Vieille muore ai Rochers Gruber; Guillaume cade in un crepaccio del ghiacciaio del Freney; al Canalino dell'Innominata è la volta di Oggioni, bloccato da un nodo delle corde ghiacciate sull'ultima parete di ghiaccio, a meno di un'ora dalla salvezza. Kohlmann a soli 10 minuti dalla Capanna Gamba, con metà volto da giorni ustionato e reso pazzo dalla scarica del fulmine, vedendo Gallieni mettersi le mani in tasca per ripararsi dal freddo, pensa che questo voglia estrarre una pistola per ammazzarlo e lo aggredisce. Gallieni e Bonatti, ormai sfiniti, dopo essere riusciti a bloccarlo si vedranno costretti a fuggire verso la capanna Gamba per chiamare i soccorsi. Giunti alla capanna (che faticheranno a trovare dato che non era stato lasciato alcun segnale luminoso da chi vi dormiva) troveranno le mal organizzate squadre di soccorso addormentate.

### Grandes Jorasses e Cervino

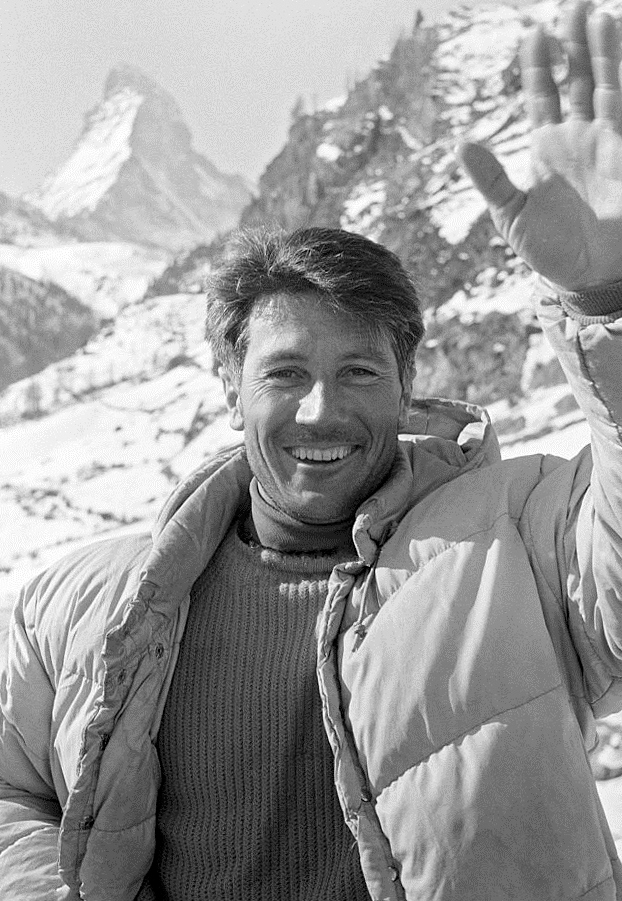
Bonatti nel 1965 dopo l'ascesa sul Cervino

In quattro giorni di scalata, tra il 6 e il 10 agosto 1964, sale per la prima volta alla Punta Whymper per la parete nord, una delle sei cime delle Grandes Jorasses, insieme a Michel Vaucher. Si tratta di un itinerario estremamente difficile (valutato da loro ED) che verrà ripetuto solo nel 1976 da Pierre Béghin e Xavier Fargeas, che realizzano anche la prima invernale (valutandola ED+), e sempre Pierre Béghin nel 1977 con la prima invernale solitaria.

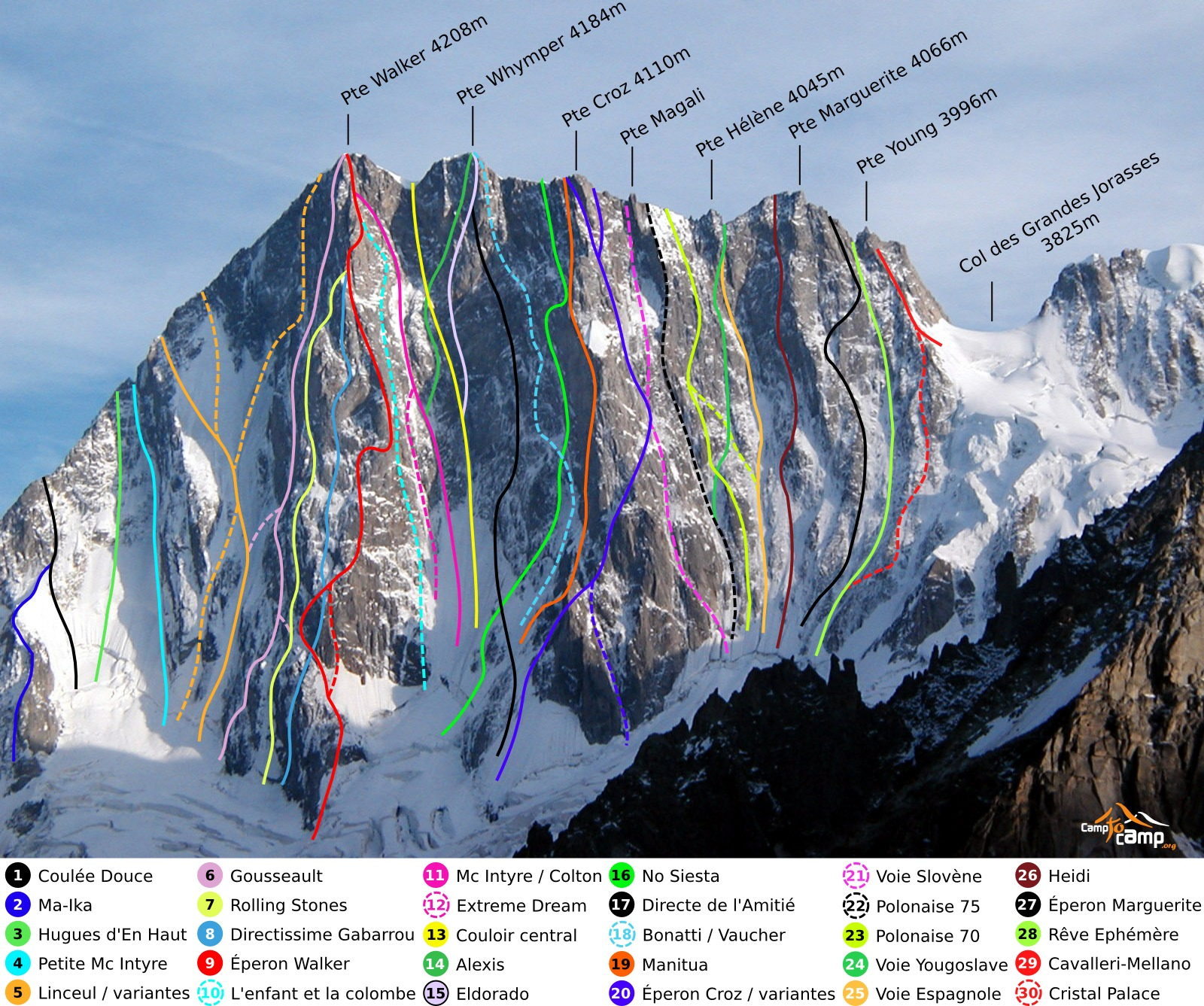
La parete nord delle Grandes Jorasses con le tracce delle principali vie.

Nel 1965, otto giorni dopo un primo tentativo di attacco alla parete nord del Cervino in cordata con Gigi Panei e Alberto Tassotti fallito a causa del maltempo (tra il 14 e il 15 febbraio Bonatti, Panei e Tassotti furono costretti ad un drammatico bivacco in parete di 24 ore con raffiche di polvere gelata che li investirono, avvolti nei loro sacchi imbottiti, a 100 chilometri all'ora, e si salvarono grazie ad una rocambolesca ritirata: quattrocento metri di calate a corda doppia nella bufera), il 22 febbraio di quell'anno Bonatti chiude la propria carriera alpinistica con un'altra impresa considerata straordinaria, aprendo in cinque giorni una via nuova in solitaria invernale sulla mitica parete nord del Cervino, sommando così in un'unica scalata tre diversi exploit: la prima ascesa in solitaria della parete, la prima salita invernale della stessa e l'apertura di una nuova via.
Questa via sulla nord del Cervino di 1200 m di difficoltà ED+ non ha avuto molte ripetizioni; le più note sono:
- 12-13 agosto 1966: prima ripetizione dei polacchi Ryszard Berbeka, Jan Stryczyński, Ryszard Szafirski e Adam Zyzak
- Febbraio 1994: Catherine Destivelle in solitaria in quattro giorni
- 14 marzo 2006: Ueli Steck in 25 ore
- 9-10 aprile 2011: salita degli italiani Marco Farina, Arnaud Clavel e Maurizio Rossetto (prima ripetizione italiana)[43]
- 27 settembre 2011: salita degli svizzeri Patrick Aufdenblatten e Michi Lerjen-Demjen nel tempo record di 7 ore e 15 minuti
- 31 marzo 2021: salita in giornata degli italiani Matteo Della Bordella, François Cazzanelli e Francesco Ratti

### Addio all'alpinismo estremo: Bonatti reporter ed esploratore

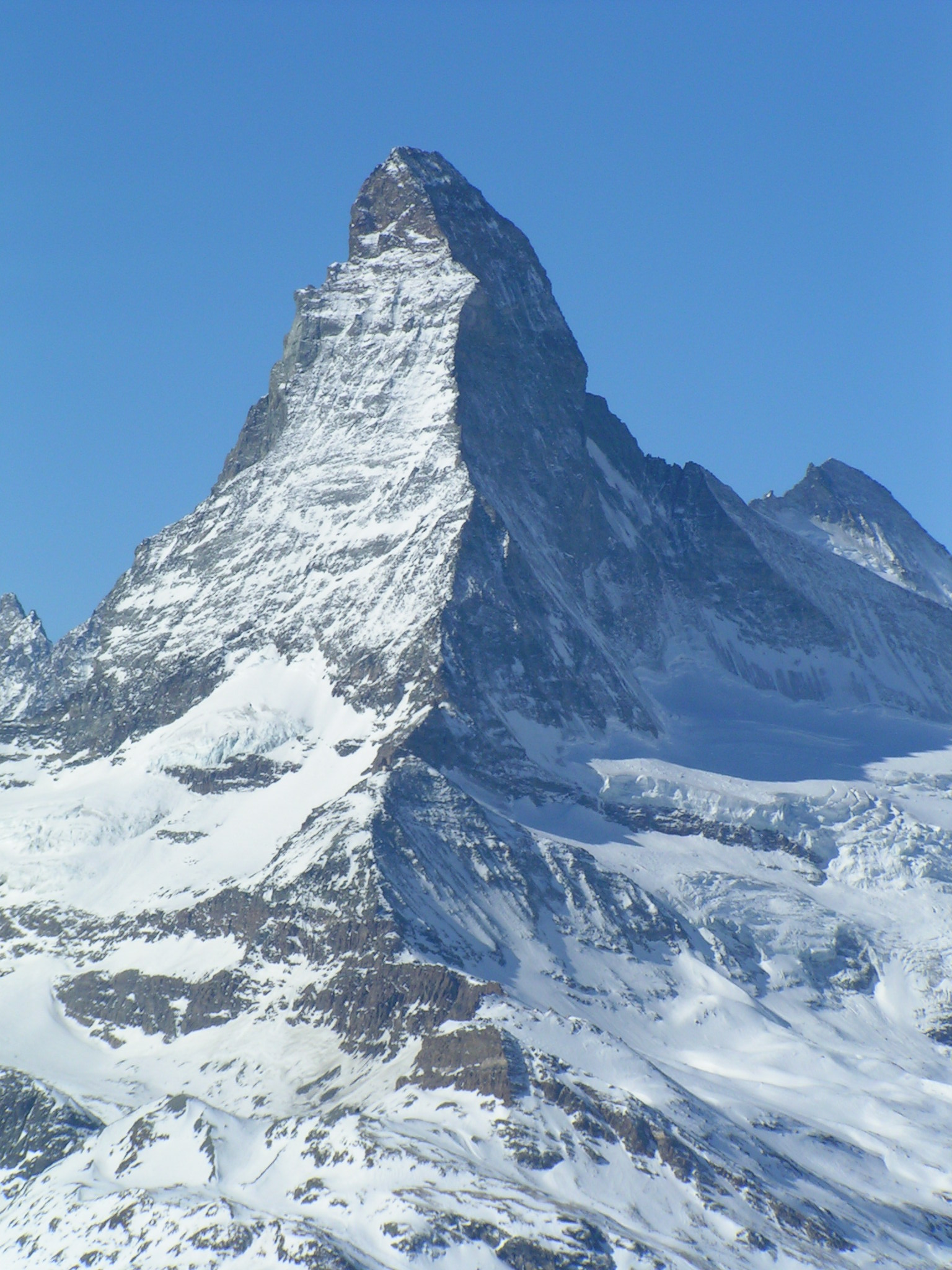
Il Cervino da nord-est. A destra, in ombra, la parete nord su cui Bonatti compì la sua ultima impresa alpinistica.

Dopo l'impresa del Cervino, che gli vale la Medaglia d'oro della Presidenza della Repubblica, a soli 35 anni, Bonatti si ritira dall'alpinismo estremo.
Successivamente decide di trasferire il suo alpinismo estremo dalla verticalità delle pareti alle distese del mondo orizzontale, alla ricerca di una propria ragione d'essere, di un modo di vivere a misura d'uomo. Il confronto leale con la natura rimane perciò elemento imprescindibile dal quale ripartire per i viaggi d'esplorazione in tutte le terre del pianeta, portando a conoscenza di molti, durante la lunga collaborazione con il settimanale Epoca (durerà fino al 1979), ciò che pochissimi potevano vivere. La sua filosofia nell'affrontare un viaggio sarà sempre: storia, paesaggio naturale e avventura personale devono divenire un'unica cosa, devono fondersi così da vivere nella natura esperienze per ogni uomo uniche.
Nel 1965, tra maggio e luglio, Bonatti discende in canoa per 2500 km i fiumi Yukon e Porcupine (affluente), attraversando i territori del Klondike e dello Yukon (Canada e Alaska).
Nel 1966 Bonatti si trova in Africa e sale il Kilimangiaro in Tanzania e in Uganda esplora il Ruwenzori ripercorrendo il percorso del Duca degli Abruzzi del 1906 e raggiungendone la cima. Inoltre attraversa un territorio selvaggio di 1200 km da solo per provare la convivenza pacifica con gli animali feroci.
Nel 1967 Bonatti giunge sull'Alto Orinoco ed entra in contatto con la popolazione indigena dei waikas Yanomami.
Con due spedizioni (1967 e 1978) andrà alla ricerca delle sorgenti del Rio delle Amazzoni.
Nell'ottobre 1968 si reca a Sebanga, nell'isola di Sumatra per studiare il comportamento della tigre al cospetto dell'uomo ed entra in contatto con i sakai, una popolazione di aborigeni provenienti originariamente dalle giungle malesi.
Nel 1969 visita le Marchesi, dove ripercorre nella giungla il viaggio-fuga di Melville (dai più ritenuto una semplice invenzione a fini novellistici), quando era scappato dall'imbarco della baleniera dove prestava servizio, ed era poi stato prigioniero dei cannibali. Ritrova i luoghi precisi narrati da Melville e comprova la veridicità di tale storia.
Nel 1970 è a Capo Horn, sempre in solitaria. Sale anche il monte Aconcagua (6957m) la cima più alta delle Ande.
Nel 1971 è in Australia, dove esplora il "centro rosso" e le sponde orientali del Lago Eire, nel Deserto Simpson. Nello stesso anno esplora per 500 chilometri i fiordi della Patagonia. Parte dalla Penisola di Taitao per arrivare fino alla Laguna di San Rafael, alla testata del ghiacciaio. Sempre nel 1971, col suo compagno Folco Doro Altan con cui ha già scalato le vette patagoniche nel 1958, naviga lungo l'intero corso del fiume Santa Cruz dal Lago Viedma fino all'Atlantico, con l'intento di ricordare la prima esplorazione del geografo Francisco Moreno avvenuta nel 1877, seguita a quella nel 1834 del giovane Charles Darwin che aveva dovuto rinunciare all'impresa dopo ventun giorni per le difficoltà incontrate nel risalire con le scialuppe del Beagle l'impetuosa corrente.
Nel 1972 è in Zaire e in Congo, sul vulcano Nyiragongo e tra i pigmei. Nel 1973 Bonatti decide di ripercorrere un celebre itinerario fluviale nelle regioni dell'Amazzonia venezuelana, quello compiuto tra il 1799 e il 1804 dal barone Alexander von Humboldt, descritto nei trenta volumi del “Viaggio nelle regioni equinoziali del Nuovo Continente”. L'avventura durerà due mesi e si snoderà lungo i corsi d'acqua Adabapo, Casiquiare, Padamo ed il grande Orinoco, a bordo di diverse imbarcazioni in uso nella zona. Le impressioni che ne ricaverà Bonatti sono sorprendentemente simili a quelle che Humboldt scriveva 174 anni prima nel suo diario.
Nel 1974 è in Nuova Guinea tra i Dani. Nel 1975 è sulle Terre Alte della Guayana.
Nel 1976 è in Antartide, dove esplora le Valli Secche McMurdo, con il prof Carlo Stocchino, oceanografo e meteorologo del CNR, leader della spedizione, il dott. Ivo Di Menno, tecnico elettronico, l'amm. Enrico Rossi, idrografo e ufficiale di Stato Maggiore della Marina Italiana e l'alpinista neozelandese Gary Ball.
Nel 1978 torna in Sudamerica, alla ricerca delle sorgenti del Rio delle Amazzoni. Trovandole dimostra l'errore di una precedente spedizione che ha cementato una targa commemorativa che segnala le sorgenti in un luogo sbagliato.
Nel 1985-1986, con due compagni, ritorna in Patagonia sullo Hielo Continental, con l'intento di compiere una spedizione in completa autosufficienza, procurandosi il cibo lungo il percorso e senza utilizzare mezzi di trasporto. Ma le difficoltà si fanno insuperabili risultando impossibile procurarsi il cibo senza contravvenire ai divieti di caccia imposti dalle autorità (non potendo vivere di pesca perché tutte le acque della Patagonia sono oligotrofiche, cioè prive di qualsiasi forma di vita). I tre componenti del gruppo sono costretti a rinunciare a proseguire con il loro proposito originario e la spedizione assumerà per forza di cose caratteristiche alpinistiche, impegnandosi nella salita ad una vetta inviolata, alla quale verrà conferito il nome di Punta Giorgio Casari, in ricordo di un amico scomparso.

### Il ritorno al grande pubblico
È solamente dopo la revisione finale del CAI pubblicata nel 2008 a chiarimento della vicenda del K2 - con la convalida della versione di Bonatti - che Bonatti accetterà di partecipare a trasmissioni televisive (la prima, dopo tanti anni di esilio, nel 1983 intervistato da Enzo Biagi e poi a Che tempo che fa, su RAI3 il 17 gennaio 2009). In passato si era sempre limitato a conferenze relative alle sue imprese e viaggi, avendo sempre cura di evitare commenti sulle vicende del K2, a cui dedicava invece ampi spazi nei propri libri, considerandole troppo lunghe e complesse da poter essere esaurite nel breve spazio di un'intervista.
Al contempo venuto meno l'ostracismo in Italia nei confronti di Bonatti messo in atto dalle testate e dal mondo della montagna, iniziano a giungere - riscoperto in patria dal grande pubblico con decenni di ritardo - premi a riconoscimento della sua attività.

### Vita familiare
"Walter Bonatti nella sua casa di Dubino, in Valtellina. Una casa dall'alta facciata, il cui corpo interno come sospeso a varie altezze e distanze, conquista, alle spalle, il monte. Scale a chiocciola, camere e camerette in varie ali, mobili in stile. Bellissima. La china del monte sale. Ci sono erbe grigie ed aspre: e anche tre giovanissimi ulivi che Rossana Podestà ha portato dall'Argentario. Hanno dovuto costruire un riparo in cima, mi spiega Walter, per arginare le notturne irruzioni di caprioli e cervi, che si nutrono di gemme."
Walter Bonatti è stato sposato dal 1972 al 1979 con Giulia Lanfranco Carron-Ceva, da cui divorziò, e fu poi a lungo compagno dell'attrice Rossana Podestà che nel 1980 rilasciò un'intervista in cui diceva che avrebbe scelto un uomo come Walter Bonatti per fuggire su un'isola deserta. L'alpinista-esploratore, appena reduce da un divorzio, le scrisse. I due quindi s'incontrarono a Roma dandosi appuntamento all'Ara Coeli e si aspettarono per quasi due ore: lei all'Ara Coeli, lui, che aveva confuso i monumenti, davanti all'Altare della Patria. Quando lei lo trovò, lo apostrofò: «che razza di esploratore sei che non riesci a trovare una persona a Roma?». Da allora la coppia si alternò tra l'appartamento di Roma, la villa all'Argentario in Toscana e il casale di Dubino in provincia di Sondrio, dove si trasferì successivamente a vivere, nella parte alta del paese.

### La morte e i funerali
Quando nel corso dell'estate del 2011 fu diagnosticato a Bonatti un cancro al pancreas, Rossana Podestà scelse di tenergli nascosta la notizia per timore che egli si suicidasse. "Il Re delle Alpi" morì la notte del 13 settembre 2011 all'età di 81 anni. Rossana Podestà fu allontanata dal letto di morte dal personale medico, con la motivazione che la coppia non era unita in matrimonio.
I funerali civili si sono svolti a Lecco, presso Villa Gomes, il 18 settembre 2011, dopodiché il corpo è stato cremato e le ceneri tumulate presso il piccolo cimitero di Portovenere che si trova a picco sul mare, nella tomba di famiglia di Rossana Podestà, dove anche lei è stata sepolta nel 2013.

## Principali salite sulle Alpi
Nel seguente elenco sono riportate le salite più significative di Walter Bonatti sulle Alpi.
| Via                                   | Montagna                                 | Data                      | Descrizione |
| ------------------------------------- | ---------------------------------------- | ------------------------- | --- |
| Via Oppio-Colnaghi-Guidi              | Croz dell'Altissimo                      | 27-29 giugno 1949         | Prima ripetizione con Andrea Oggioni e Josve Aiazzi                                                                                    |
| Via Bramani-Castiglioni               | Pizzo Badile                             | 1949                      | Salita della parete nord-ovest con Camillo Barzaghi                                                                                    |
| Via Ratti-Vitali                      | Aiguille Noire de Peuterey               | 13-14 agosto 1949         | Terza ripetizione con Andrea Oggioni ed Emilio Villa                                                                                   |
| Via Cassin                            | Grandes Jorasses, Punta Walker           | 17-19 agosto 1949         | Quinta ripetizione con Andrea Oggioni                                                                                                  |
| Via Gaiser-Lehmann                    | Pizzo Cengalo                            | 30 giugno - 2 luglio 1950 | Prima ripetizione con C. Casati |
| Via Bonatti-Nava                      | Punta Sant'Anna                          | 6-7 agosto 1950           | Prima ascensione allo spigolo nord |
| Via Bonatti-Ghigo                     | Grand Capucin                            | 20-23 luglio 1951         | Prima salita con Luciano Ghigo e prima ascensione della parete est                                                                     |
| Via Bonatti                           | Grandes Jorasses, Punta Young            | 17 luglio 1952            | Prima salita con Enrico Peyronel, parete sud                                                                                           |
| Via della Tridentina                  | Tofana di Rozes                          | 28 agosto 1952            | Prima salita con P. Contini |
| Via Cassin-Ratti                      | Cima Ovest di Lavaredo                   | 22-24 febbraio 1953       | Prima invernale con Carlo Mauri |
| Via Bonatti                           | Aiguilles du Dru                         | 17-22 agosto 1955         | Prima salita della parete sud-ovest in solitaria                                                                                       |
| Via della Poire, Sperone della Brenva | Monte Bianco                             | 25-26 dicembre 1956       | Salita in invernale con l'amico/cliente Silvano Gheser. Si uniscono a Jean Vincendon e François Henry che moriranno durante la discesa |
| Via Bonatti-Gobbi                     | Grand Pilier d'Angle                     | 1-3 agosto 1957           | Prima salita con Toni Gobbi, parete est                                                                                                |
|                                       | Petit Greuvetta, parete ovest            | 19 giugno 1959            | Prima salita con Bruno Ferrario e Andrea Oggioni                                                                                       |
| Via Bonatti-Oggioni                   | Pilastro Rosso del Brouillard            | 5-6 luglio 1959           | Prima salita con Andrea Oggioni |
| Via Bonatti                           | Monte Maudit                             | 6-7 agosto 1959           | Prima salita con Andrea Oggioni e Roberto Gallieni                                                                                     |
| Via Major                             | Monte Bianco, versante della Brenva      | 13 settembre 1959         | Prima solitaria. Lo stesso giorno Carlo Mauri realizza la prima solitaria della parallela Via della Poire                              |
| Via Frendo-Roch-Sarthou               | Monte Bianco, versante della Brenva      | 19 settembre 1959         | Prima ripetizione con Guargaglia |
| Via Giannina                          | Monte Maudit, spalla sud-ovest           | 19-20 settembre 1959      | Prima salita con Bruno Ferrario e Andrea Oggioni                                                                                       |
| Via della Sentinella Rossa            | Monte Bianco, versante della Brenva      | 1959                      | Salita con Andrea Oggioni e Roberto Gallieni                                                                                           |
|                                       | Petit Mont Blanc, canalone nord-est      | 26 giugno 1960            | Prima salita con Giuseppe Catellino |
| Via Bonatti                           | Mont Blanc du Tacul, la Chandelle        | 3-4 agosto 1960           | Prima salita con Roberto Gallieni |
| Via della Sentinella Rossa            | Monte Bianco, versante della Brenva      | 9 marzo 1961              | Prima invernale con Gigi Panei |
|                                       | Colle della Brenva, parete sud-est       | 28 marzo 1961             | Prima solitaria |
| Via Kagami                            | Monte Maudit, spalla nord-est            | luglio 1961               | Prima ripetizione |
| Via diretta Bonatti-Zappelli          | Monte Bianco, parete sud                 | 20-22 settembre 1961      | Prima salita con Cosimo Zappelli |
| Via Bonatti-Zappelli                  | Grand Pilier d'Angle, parete nord        | 22-23 giugno 1962         | Prima salita con Cosimo Zappelli, parete nord                                                                                          |
| Via dell'amicizia                     | Petites Jorasses                         | 10-11 luglio 1962         | Prima salita con Pierre Mazeaud |
| Via Cassin                            | Grandes Jorasses, Punta Walker           | 25-30 gennaio 1963        | Prima invernale con Cosimo Zappelli |
|                                       | Punta Innominata, parete est             | 25-26 agosto 1963         | Prima salita con Cosimo Zappelli |
| Via diretta Bonatti                   | Trident du Tacul, parete sud-ovest       | 18 settembre 1963         | Prima salita con Cosimo Zappelli di una nuova sulla parete sud-ovest                                                                   |
| Via Bonatti-Zappelli                  | Grand Pilier d'Angle, parete est sud-est | 11-12 ottobre 1963        | Prima salita con Cosimo Zappelli, parete sud-est                                                                                       |
|                                       | Trident du Tacul, spigolo nord           | 30 luglio 1964            | Prima salita con Livio Stuffer |
| Via Bonatti-Vaucher                   | Grandes Jorasses, Punta Whymper          | 6-10 agosto 1964          | Prima ascensione della parete nord con Michel Vaucher                                                                                  |
| Via Bonatti                           | Cervino                                  | 18-22 febbraio 1965       | Prima solitaria e prima invernale con apertura di una nuova via sulla parete nord                                                      |

## Spedizioni extra-europee
| Montagna                                               | Data               | Descrizione |
| ------------------------------------------------------ | ------------------ | --- |
| K2 (Sperone degli Abruzzi)                             | maggio-luglio 1954 | Prima spedizione nazionale italiana in Karakorum. Capo spedizione Ardito Desio. Bivacco, con Amir Mahdi, a 8.100 m s.l.m.                               |
| Cerro Adela Cerro Doblado Cerro Grande Cerro Luca      | febbraio 1958      | Spedizione in Patagonia con Carlo Mauri. Prime salite del cosiddetto "Travesía del Cordón Adela". Tentativo al Cerro Torre fallito per motivi logistici |
| Gasherbrum IV                                          | luglio-agosto 1958 | Seconda spedizione nazionale italiana in Karakorum. Capo spedizione Riccardo Cassin. Prima salita con Carlo Mauri                                       |
| Cerro Paria-Nord Nevado Ninashanca Nevado Rondoy Norte | maggio 1961        | Spedizione in Perù con Giancarlo Frigieri (capo spedizione), Bruno Ferrario e Andrea Oggioni. Prime salite.                                             |

- Alaska - 1965
- Tanzania - 1966 - Salita del Kilimangiaro - Uganda Salita del Ruwenzori
- Venezuela - 1967 - Foreste dell'Orinoco
- Indonesia - 1968 - Piccole Isole della Sonda
- Cile - 1970 Salita dell'Aconcagua - Capo Horn
- Australia - 1971
- Zaire e Congo - 1972 - Vulcano Nyiragongo
- Nuova Guinea - 1974
- Guyana - 1975
- Antartide - 1976
- Rio delle Amazzoni - 1978
- Patagonia - 1985-86

## Onorificenze
Recatosi alla cerimonia di premiazione il 21 dicembre 2004, scopre in quell'occasione di essere stato premiato unitamente ad Achille Compagnoni. Offeso per il fatto di essere stato accomunato a Compagnoni, del quale aveva una pessima opinione a seguito dei fatti del K2, Walter Bonatti, con lettera al Segretario Generale della Presidenza della Repubblica del 25 dicembre 2004, rifiutò l'onorificenza.

## Riconoscimenti

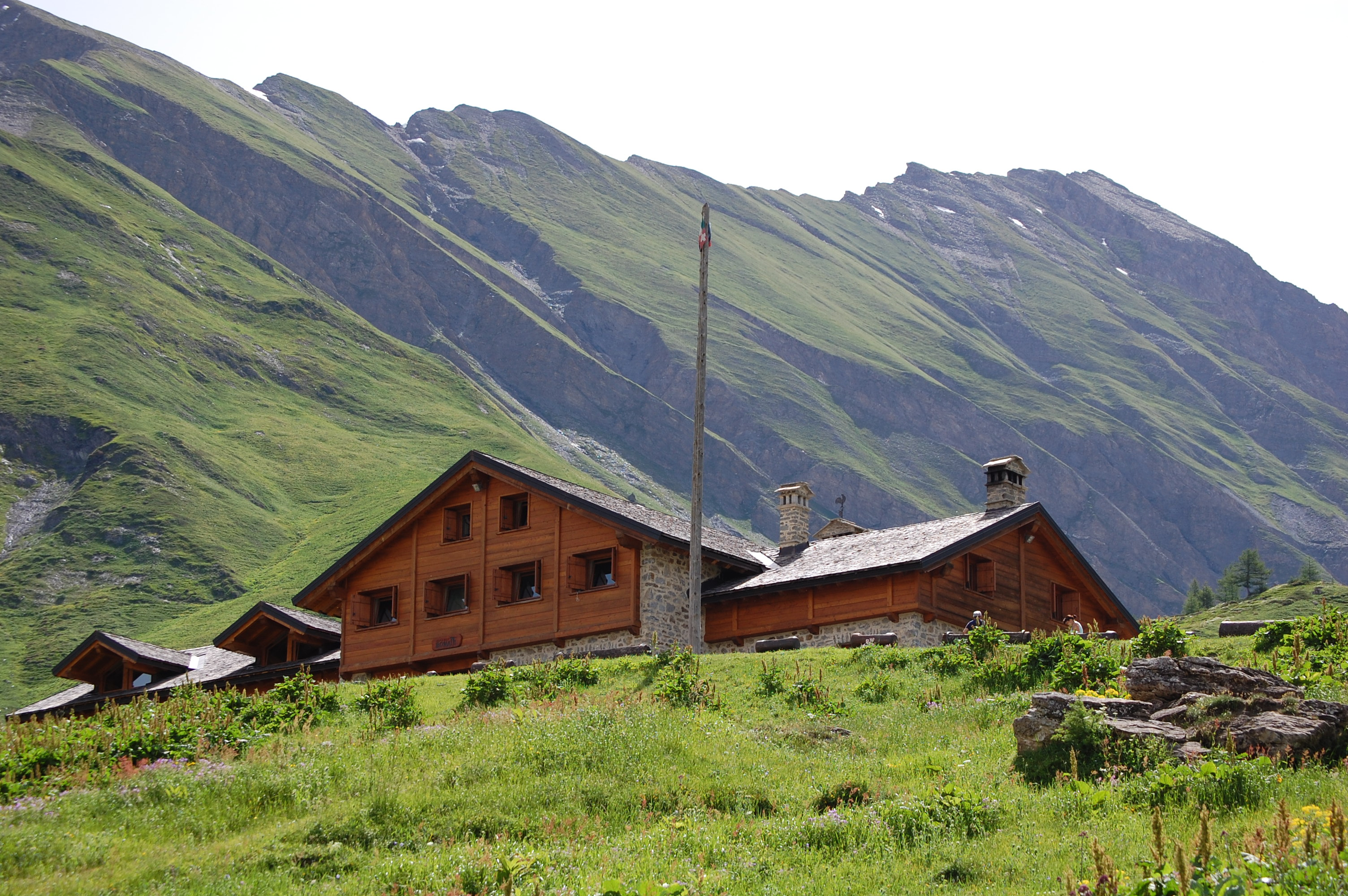
Rifugio Bonatti in Val Ferret

- 1971 - trofeo Il gigante dell'avventura, Per i suoi reportage foto-giornalistici. Iniziativa della rivista Argosy di New York
- 1971 - premio Die Goldene Blende. Per i suoi reportage foto-giornalistici. Iniziativa della rivista Bild der Zeit di Stoccarda
- 1972 - II premio Etna - città di Linguaglossa. Motivazione: "che con eccezionali imprese alpinistiche ed eccezionali esplorazioni ha, estendendo i limiti del possibile, trasumanato l’uomo nella solitudine della montagna".
- 1973 - premio Die Goldene Blende. Per i suoi reportage foto-giornalistici. Iniziativa della rivista Bild der Zeit di Stoccarda
- 1998 - È a lui intitolato il Rifugio Walter Bonatti[71], posto a 2.025 m s.l.m. nel vallone di Malatra in Val Ferret
- 1999 - la città di Monza lo premia con il Giovannino d'oro[72]
- 2005 - Il 21 marzo è stato insignito della Laurea Honoris Causa[73] in Scienze ambientali presso l'Università degli Studi dell'Insubria[74].
- 2009 - Il 26 aprile riceve il Piolet d'Or alla carriera.[45]
- 2011 - Il 10 dicembre viene ospitata al Jardin de l'Ange di Courmayeur Rossana Podestà per la presentazione in anteprima del numero speciale di "Epoca" dedicato a W. Bonatti.[75][76]
- 2012 - Con la sua scomparsa, e in suo onore, il premio Piolet d'Or alla carriera venne rinominato "Piolet d'Or alla carriera, premio Walter Bonatti".[77][78]
- 2013 - Il 21 giugno viene intitolato a Walter Bonatti il piazzale antistante la sede del CAI provinciale di Bergamo.[79]
- 2016 - Il 16 maggio viene intitolata a Walter Bonatti la scuola media dell’IC di via Correggio di Monza.
- 2021 Il 20 Novembre si è svolta la dedicazione ufficiale a Walter Bonatti del sentiero ad anello di Portovenere realizzato dal CAI di La Spezia.[80]

## Nella cultura di massa

La figurina di Walter Bonatti nell'album Campioni dello sport 1969/70

- Nell'album di Figurine Panini Campioni dello sport 1967/68 la sua foto a colori è la n. 5. La stessa foto è stata usata per l'album Tutto Sport - I campionissimi del 1968 delle Edizioni Mira (è la n. 15).
- Nell'album Campioni dello sport 1969/70 la sua figurina è la n. 10 e viene subito dopo quella di Cesare Maestri.
- Nel 1992 vengono pubblicati "Solitario sullo Yukon", "Nel cuore dell'Africa" e "Sull'isola dei mostri". Si tratta di tre albi a fumetti, tratti dai reportage di Bonatti pubblicati anni prima dal settimanale Epoca, disegnati da Enea Riboldi e Pasquale Del Vecchio e pubblicati dall'editore Massimo Baldini a partire dal maggio 1992. Dopo i primi tre albi la pubblicazione viene sospesa[81].
- Un'opera sinfonica dal titolo Quota 8100, presente nell'album Piano Car (Rai Trade, 2010) del compositore Stefano Ianne, è dedicata a Walter Bonatti.
- La rivista Magic Boy ha creato alcune storie a fumetti basate su alcune esplorazioni di Walter Bonatti.
- Nel maggio 2012 è uscito il primo film documentario autorizzato sulla vita di Bonatti Walter Bonatti, con i muscoli, con il cuore, con la testa di Michele Imperio e Fabio Pagani, prodotto da Road Television. Lo stesso Bonatti aveva dato il suo assenso alla realizzazione. In seguito alla morte dell'alpinista, avvenuta mentre il film era in produzione, ha subito alcune necessarie modifiche ed è stato presentato al Trento Filmfestival il 1º maggio 2012[82].
- Nel marzo 2013 Rai 1 trasmette la fiction K2 - La montagna degli italiani,[83] che ricostruisce la vicenda della celebre spedizione, basandosi scrupolosamente sul rapporto ufficiale del CAI del 2004, che riconosce ufficialmente la totale attendibilità della testimonianza di Bonatti sull'impresa.[84] Il ruolo di quest'ultimo è interpretato da Marco Bocci.[83]
- La band valdostana L'Orage ha dedicato a Bonatti il brano Skyline cantato insieme a Naif Herin, dall'album "Macchina del tempo" del 2016.
- Il 12 settembre 2021 Rai 1 trasmette in prima visione il docu-drama Sul tetto del mondo. Nelle parti recitate, Walter Bonatti è interpretato da Alessio Boni.

## Televisione
Walter Bonatti partecipò a due serie di sketch della rubrica pubblicitaria televisiva su Rai1 Carosello, pubblicizzando: nel 1957 il chinotto Recoaro per le Terme di Recoaro; nel 1968 l'Amaro Medicinale Giuliani della Medicamenta Omnia.

## Eventi postumi
Il Museo Nazionale della Montagna di Torino, che dall'agosto 2016 conserva l'archivio Bonatti costituito da mezzo milione di pezzi - Bonatti era un conservatore puntiglioso dei suoi materiali - e che lo sta facendo inventariare da Veronica Lisino, Marco Ribetti e Roberto Mantovani, ha ritrovato le bozze di un libro di Bonatti relativo alla prima ascensione del Gasherbrum IV nel 1958, scalato da Bonatti con una squadra composta da Carlo Mauri, Riccardo Cassin, Bepi De Francesch, Toni Gobbi, Giuseppe Oberto, Donato Zeni e Fosco Maraini, libro mai pubblicato da Bonatti forse per evitare di mettersi in concorrenza con Gasherbrum IV di Fosco Maraini, che pure aveva partecipato alla scalata e aveva fornito il racconto della spedizione.
Il dattiloscritto inedito - La montagna scintillante - già corretto all'epoca da Gianni Vattimo, è stato pubblicato nell'agosto 2018 dal Museo della Montagna, con introduzione di Roberto Mantovani, stretto amico e studioso di Bonatti, e presentato nel corso della "Colazione Bonatti", il 6 agosto 2018, sulla Vedetta alpina del Monte dei Cappuccini, la terrazza della sede del Museo della Montagna a Torino.

## Opere
- 1961 - Le mie montagne, Bologna, Nicola Zanichelli, pp.282; Milano, Rizzoli, 1983.
- 1967 - Le mie avventure in Africa, Milano, Arnoldo Mondadori Editore, 1967.
- 1971 - I giorni grandi. Dalla tragedia del Bianco alla solitaria sul Cervino le ultime imprese di un grande alpinista, Prefazione di Dino Buzzati, Milano, Arnoldo Mondadori Editore, pp.182; Zanichelli, 1978.
- 1980 - Ho vissuto tra gli animali selvaggi, Bologna, Zanichelli, pp.224.
- 1984 - Avventura, Milano, Rizzoli, ISBN 88-17-24039-7, pp.253.
- 1984 - Magia del Monte Bianco, Massimo Baldini Editore.
- 1985 - Processo al K2, Massimo Baldini Editore, pp.123.
- 1986 - La mia Patagonia, Massimo Baldini Editore, pp.227.
- 1989 - L'ultima Amazzonia, Massimo Baldini Editore, pp.207.
- 1989 - Un modo di essere, Milano, Dall'Oglio editore, ISBN 88-7718-654-2.
- 1995 - Il caso K2 - 40 anni dopo, Ferrari Editrice, ISBN 88-86475-01-2, pp.205.
- 1995 - Montagne di una vita, Milano, Baldini & Castoldi, ISBN 88-808-9030-1.
- 1996 - K2: storia di un caso, Milano, Baldini & Castoldi, ISBN 88-808-9072-7; ristampato nel 2000.
- 1997 - In terre lontane, Milano, Baldini & Castoldi, ISBN 88-8089-323-8, pp.440.
- 1998 - Fermare le emozioni. L'universo fotografico di Walter Bonatti, Edizioni Museo Nazionale della Montagna "Duca degli Abruzzi", ISBN 88-85903-75-4, pp.171.
- 1999 - Solitudini australi, Edizioni Museo Nazionale della Montagna "Duca degli Abruzzi", ISBN 88-85903-91-6, pp.129.
- 2001 - Una vita così, Milano, Baldini Castoldi Dalai Editore, ISBN 88-8490-051-4, pp.510; a cura di Angelo Ponta, nuova ed. aggiornata, Milano, BUR, 2014, ISBN 978-88-17-07843-6.
- 2003 - K2 La verità: storia di un caso, Milano, Baldini Castoldi Dalai Editore, pp.282; 1954-2004, BCD, 2005; Prefazione di Rossana Podestà, Milano, Rizzoli, 2014; Milano, Solferino, 2021, ISBN 978-88-282-0658-3.
- 2006 - Terre Alte, Milano, Rizzoli, ISBN 88-17-01323-4, pp.303.
- 2008 - I miei ricordi. Scalate al limite del possibile, Milano, Baldini Castoldi Dalai Editore, pp.416.
- 2009 - Un mondo perduto. Viaggio a ritroso nel tempo, Milano, Baldini Castoldi Dalai Editore, ISBN 978-88-6073-606-2, pp.463; Milano, Solferino, 2020, ISBN 978-88-282-0510-4.
- 2014 - In viaggio. Cronache e taccuini inediti, a cura di Rossana Podestà e Angelo Ponta, Milano, Rizzoli.
- 2014 - Giorno per giorno, l'avventura. Appunti radiofonici, Milano, Contrasto, pp.231.
- 2014 - Walter Bonatti. Fotografie dai grandi spazi, a cura di Angelo Ponta, Milano, Contrasto, ISBN 978-88-696-5572-2.
- 2016 - Il sogno verticale. Cronache, immagini e taccuini inediti di montagna, a cura di Angelo Ponta, Prefazione di Michele Serra, Milano, Rizzoli, ISBN 978-88-170-8182-5.
- 2018 - La montagna scintillante. Karakorum 1958: il racconto inedito della conquista del Gasherbrum IV, Milano, Solferino, ISBN 978-88-282-0064-2, pp.215.
- 2019 - Scalare il mondo. Passioni, imprese ed emozioni del ragazzo che sfidava l'impossibile, a cura di Angelo Ponta, Milano, Solferino, ISBN 978-88-282-0162-5.
- 2021 - Stati di grazia. Un'avventura ai confini dell'uomo, Milano, Solferino, ISBN 978-88-282-0646-0. [Catalogo della mostra]

### Reportage di Walter Bonatti
Qui sotto il lungo elenco di reportage di Walter Bonatti:
- Per Epoca (anni sessanta / settanta):
  - Reportage vari
    - Le Dolomiti (1ª e 2ª parte)
    - Il mio amico Monte Bianco (Epoca, n. 461, 1959)
    - Viaggio nel Ghiacciaio
    - Gli stupendi segreti della Montagna (1ª e 2ª parte)
    - Come siamo vissuti a 65° sotto zero
    - Gli scogli del vento - isole Kerguelen
    - Il banchetto dell'orso bruno
    - Bonatti: sulla Whymper ho urlato di terrore (Grandes Jorasses)
    - Bonatti racconta la sua impresa più bella: la nord del Cervino in invernale (Epoca, n. 754, 7 marzo 1965)
- Serie Epoca Universo:
  - Le grandi avventure di Walter Bonatti (Grande Nord America, British Columbia, Yukon, Alaska) - 1966
    - Sulla via dei cercatori d'oro
    - Nel Klondike ho trovato l'oro
    - Dawson: la città dei fantasmi
    - Il silenzio della preistoria
    - 2500 chilometri in canoa, solo (Epoca, n. 807, 1966)
    - Trenta notti senza stelle (Epoca, n. 808, 1966)
    - I pellerossa dell'artico (Epoca, n. 809, 1966)
    - Sul tetto dell'inferno
    - La scogliera dei leoni marini
    - La strage dei salmoni
    - Massacro alle Pribilof

  - Le mie avventure in Africa - 1967
    - Le mie avventure in Africa
    - Senza fucile in mezzo ai leoni
    - Tra le nevi del Kilimangiaro
    - Il paradiso dei coccodrilli
    - I gladiatori vestiti di rosso
    - Carovana nella giungla
    - In piroga sul sacro Nilo
    - Ruwenzori: l'alba del mondo
    - Discesa nell'inferno: il vulcano Nyiragongo (Epoca, n. 1151, 2 ottobre 1972, 1ª di copertina)
    - Nel regno del gorilla: nelle foreste del Kahuzi
    - Le dune proibite
    - Un eden africano
    - La valle di Noè
    - Nel mondo dei pigmei (Epoca, n. 1192, 1973)

  - Nel mondo perduto - 1968
    - Ritorno alla preistoria
    - La foresta che vive
    - Qui nasce il Rio delle Amazzoni (Epoca, n. 912, 1968)
    - La "Serpiente de Oro" (Epoca, n. 913, 1968)
    - Gli indios delle Ande (Epoca, n. 914, 1968)
    - Waikas, i figli della Luna
    - Il cuore del Mato Grosso (Epoca, n. 917, 1968)
    - La leggenda delle cerbottane (Epoca, n. 918, 1968)

  - Il giro del Mondo di Walter Bonatti - 1970
    - La magica cupola d'Australia
    - Il regno degli animali più strani
    - Il grande deserto di sale
    - Il fantastico centro rosso
    - La grande barriera (Epoca, n. 1020, 1970)
    - Il paradiso subacqueo
    - Sulle orme di Melville (Epoca, n. 1023, 1970)
    - L'isola del silenzio

  - Ai confini del mondo - 1971
    - L'altra faccia del pianeta
    - Le valli della Luna
    - L'isola di Robinson (Epoca, n. 1083, 1971)
    - I Fiordi di ghiaccio
    - Avventure sull'Aconcagua
    - Le scogliere dei naufragi
    - Una solitudine di gelo
    - In canotto fino all'oceano
    - L'isola dei mostruosi varani
    - L'inafferrabile tigre di Sumatra
    - L'affascinante mondo della giungla
    - Sono sceso dentro il Krakatoa (Epoca, n. 998, 1969)
    - I tre laghi colorati di Keli-Mutu
    - I roghi sacri della magica isola di Bali

  - Le avventure di Walter Bonatti
    - Bonatti sul Grand Capucin
    - Tra i mostri di ghiaccio del sudamerica
    - Bolivia, gli altipiani del vento
    - In Amazzonia sulle orme di Humboldt
    - Dentro l'inferno verde del Rio Padamo
    - Sui vulcani più alti del mondo
    - Pantalica, la misteriosa valle dei sepolcri
    - Alla scoperta del mondo perduto
    - Verso la montagna del diavolo - Venezuela
    - Dodici giorni all'inferno
    - Bonatti nella Valle della Morte - Nord America

  - Walter Bonatti nell'Antartide
    - Polo Sud pianeta di ghiaccio
    - La conquista del Polo Sud
    - L'accampamento nella tempesta
    - Le inviolate vette dell'Antartide
    - Le misteriose valli senza ghiaccio
    - Il cimitero dei lobodonti

  - I giganti della Sierra Nevada - alta California (1ª e 2ª parte)
  - Altri:
    - Le avventure di Bonatti cercatore d'oro (Epoca, n. 804, 1966)
    - Nel mondo perduto (Epoca, n. 910, 1968)
    - Nell'isola dei mostri (Epoca, n. 968, 1969)
    - Caccia alla tigre (Epoca, n. 969, 1969)
    - Come si va in montagna (Epoca, n. 1139, 1972)
    - Il deserto proibito degli scheletri (Epoca, n. 1154, 1972)
    - Sulle Ande con Bonatti (Epoca, n. 1227 1974)
    - Dopo 10 anni ritorno al Bianco (Epoca, n. 1250, 1974)
    - Il mondo verticale (Epoca, n. 1251, 1975)

  - Inoltre: 2 dischi fonografici in vinile 33 giri (allegati al settimanale Epoca) Le voci meravigliose della natura - parte prima Le voci meravigliose della natura - parte seconda (voce narrante e fotografia di Walter Bonatti, musica di Peter Ciaikovski "Sinfonia n.1 in Sol min. op.13") (Phonoster – Milano)
- Per Progresso fotografico:
  - Alla ricerca di un punto d'incontro, giugno 197?, pp 48–63

## Filmografia
- Michele Imperio e Fabio Pagani, Walter Bonatti: con i muscoli, con il cuore, con la testa, Produzione Road Television, 2012.
- K2 - La montagna degli italiani, regia di Robert Dornhelm, fiction Raiuno del 2013.
- Grimpeurs (2015) di Andrea Federico. Documentario sulla tragedia del Freney che vide coinvolte le cordate Bonatti-Mazeaud nel Luglio del 1961
- Rossana Podestà, Paola Nessi - W di Walter, Ed. Contrasto